# Constance de Lowendal
Pour les articles homonymes, voir Lowendal.
Œuvres principales
- Journée de l'Amour, ou Heures de Cythère (recueil de poésie 1776)

Élisabeth-Marie-Constance-Bénédicte-Sophie de Lowendal, comtesse Turpin de Crissé (1742-1785) est une femme de lettres française.

## Biographie
Née le 8 février 1742 à Reval en Estonie, elle est la fille d'Ulrich Frédéric Woldemar de Löwendal (1700-1755), maréchal de France, et de sa troisième épouse, Barbe-Élisabeth, comtesse de  Szembeck. Elle épouse le 21 mars 1759 le comte Lancelot Turpin de Crissé (6 août 1716 à Saint-Germain-le-Gaillard - 9 août 1793 à Vienne), veuf de Marie-Louise-Gabrielle de Lezay-Lusignan; elle est la belle-mère d'Henri Roland Lancelot Turpin de Crissé.
Elle est une grande amie de Claude-Henri de Fusée de Voisenon: elle est un de ses légataires particuliers, elle édite ses Œuvres (Paris, 1781, 5 vol. in-8). Elle collabore à la Journée de l'Amour, ou Heures de Cythère (Gnide, 1776, in-8), avec  Nicolas-François Guillard, Charles-Simon Favart et Voisenon, de même qu'avec le peintre Nicolas Antoine Taunay et le graveur Charles-François-Adrien Macret pour l'illustration.
La comtesse Turpin de Crissé meurt le 13 octobre 1785 à Paris. Son portrait par le peintre Jean-Honoré Fragonard, avec qui elle est également très liée, se trouve actuellement au Musée d'art de São Paulo.

## Descendance
De son mariage sont issus quatre enfants:
- Marie-Augustine-Constance Turpin de Crissé (23 janvier 1763 - 21 février 1766).
- Lancelot-Henri-Benoit-Joseph comte Turpin de Crissé, (8 mai 1764 -), seigneur d'Egligny, major en second au régiment de Forez-infanterie, lieutenant-colonel du génie, émigra au service de la Prusse en 1793.
- Angélique-Rose-Madeleine-Adélaïde Turpin de Crissé (5 mai 1765 à Paris - 28 décembre 1835 à Paris). Elle épouse le 4 octobre 1784 à Cambrai François-Marie-Joseph de Carondelet-Potelles (8 avril 1759 à Villereau - 27 avril 1807 à Paris), capitaine au régiment d'Auxerrois.
- Lancelot-Maurice Turpin de Crissé (25 juin 1766 -), reçu chevalier de Malte le 4 juillet 1770 et cadet-gentilhomme à l'École Royale Militaire le 8 décembre 1779.